# Валерий Прокул
Валерий Прокул (на латински: Valerius Proculus) е политик и сенатор на Римската империя през първата половина на 4 век.
През 325 до май месец Валерий Прокул e консул заедно със Секст Аниций Фауст Павлин. След него суфектконсул става Юлий Юлиан.